# Janko Cotič
Janko Cotič, slovenski pek in politik, * 23. april 1922, Sovodnje pri Gorici, † 10. september 1988, Sovodnje.

## Življenje in delo
Rodil se je v družini kamnoseka Jožefa in gospodinje Jožefe Cotič, rojene Lukman, v Sovodnjah (it. Savogna d' Isonzo) pri Gorici. V Gorici se je izučil za peka. V  začetku 2. svetovne vojne je bil vpoklican v italijansko vojsko. Služil je v sanetietni četi v Severni Afriki in Črni gori. Po kapitulaciji Italije septembra 1943 se je pridružil partizanom; po bojih na Goriški fronti je bil v Kosovelovi brigadi, Južnoprimorskem odredu in Bazoviški brigadi in s partizani 1. maja 1945 vkorakal v osvobojeno Gorico. Lata 1947 je v rojstnem kraju odprl pekarno, ki je postala trdno podjetje in s pekovskimi izdelki zalagala širšo okolico Gorice.
Takoj po končani vojni se je v rojstnem kraju vključil v politično delo. Bil je tajnik krajevne organizacije Komunistične partije Slovenije in tajnik krajevne organizacije Osvobodilne fronte. Na listi Občinske enotnosti je bil na prvih volitvah leta 1951 izvoljen v sovodenjski občinski svet, v katerem je kot odbornik in podžupan deloval vse do leta 1980. Vsestransko aktiven je bil tudi na kulturnem prosvetnem področju. Med drugim je bil: soustanovitelj in več let predsednik Prosvetnega društva Sovodnje, predsednik odbora za gradnjo Kulturnega doma, pobudnik za ustanovitev športnega društva Sovodnje, kateremu predsednik je bil 10 let, pobudnik ustanovitve Glasbene matice v Sovodnjah ter ustanovni član Slovenske kulturno-gospodarske zveze za Goriško.